# -eaux
-eauxは、例えばBreaux、Babineaux、 Boudreauxなど、ケイジャンの姓名の最後によく現れる特徴的な綴りである。一見して読みにくい綴りであるが、長くした「O」（オーまたはオウ）のように発音される。

## 綴りの由来
アメリカ合衆国でこの綴りが正確に出現したのは諸説あるが、この綴りは、法的な書類に、文盲であることを表すために「x」というマークを名前の後ろに付けたことに由来すると言われている。多くのケイジャンがフランス名に由来する「-eau」で終わる名前を持っていたため、結局「-eaux」として標準化された、とする説である（ただしフランス語では、「-eau」で終わる名詞の複数形が「-eaux」になる）。
この主張には歴史家のカール・ブラソー（Carl Brasseaux）が異議を唱えている。彼は、「-eaux」は「オー」という発音で終わるケイジャンの姓名を標準化した多くの可能性のひとつであると言う。ブラソーは、1820年のルイジアナ州の国勢調査でポール・ブライアント判事が、「x」で終わるのが完全に任意であることを見落としたことによるものが大きいと主張している。彼は、文盲のマークであったという説には、ルイジアナ購入以来のケイジャンへのステレオタイプが織り込まれていると言う。

## 現在の使用
接尾辞としての「-eaux」は、ルイジアナ南部の居住者にも、ケイジャンの名残りを記す用途で気軽に使用されている。特にスポーツのイベントでは、ルイジアナ州立大学とラファイエット・ルイジアナ大学で「Geaux Tigers」または「Geaux Cajuns」というサインが応援ボードに書かれる。これは英語の「Go」をケイジャン風に表記したものである。